# Anchoa choerostoma
Anchoa choerostoma är en fiskart som först beskrevs av Goode, 1874.  Anchoa choerostoma ingår i släktet Anchoa och familjen Engraulidae. IUCN kategoriserar arten globalt som livskraftig. Inga underarter finns listade i Catalogue of Life.